# صحيفة السوابق
صحيفة السوابق هو فيلم تشويق وإثارة مصري من إخراج إبراهيم عمارة وبطولة صباح، كمال الشناوي، محمود المليجي، سراج منير، عايدة هلال وعبد المنعم إسماعيل، صدر الفيلم في 6 فبراير 1956.

## نبذه
تدور أحداث القصة حول شاب بدد كل ثروته، ينضم إلى عصابة لتزييف النقود، ويقع في غرام مطربة، ويتزوجها، ولكن الشرطة تقبض عليه، يخرج الشاب من السجن ويحاول الانتقام من زعيم العصابة الذي حاول أن يتزوج من زوجته أثناء الفترة التي كان هو مسجونًا فيها، يخطط زعيم العصابة لإضراره في عمله الذي يعمل فيه من أجل إعانة أسرته.

## طاقم العمل
- صباح بدور نادية
- كمال الشناوي بدور وحيد
- محمود المليجي بدور أبو العز
- سراج منير بدور مدير الشركة
- عايدة هلال بدور ثريا
- عبد المنعم إسماعيل بدور الشيخ صالح

## وصلات خارجية
- صحيفة السوابق على موقع IMDb (الإنجليزية)
- صحيفة السوابق على موقع الدهليز
- صحيفة السوابق على موقع قاعدة بيانات الأفلام العربية
- صحيفة السوابق على موقع قاعدة بيانات الفيلم (الإنجليزية)
- صحيفة السوابق على موقع ليتربوكسد (الإنجليزية)